# Ministeri d'Energia de Luxemburg
El Ministeri d'Energia de Luxemburg (luxemburguès Energieministere vu Lëtzebuerg, francès Ministre de l'Énergie) fou un òrgan del gabinet de Luxemburg des del 15 de juliol de 1964 fins al 7 d'agost de 1999. Després de les eleccions legislatives luxemburgueses de 1999 el càrrec fou integrat en la cartera del Ministre d'Economia.

## Llista de Ministres d'Energia
| Ministre             | Ministre          | Partit | Data inici             | Data fi              | Primer Ministre      |
| -------------------- | ----------------- | ------ | ---------------------- | -------------------- | -------------------- |
|                      | Antoine Wehenkel  | LSAP   | 15 de juliol de 1964   | 6 de febrer de 1969  | Pierre Werner        |
|                      | Marcel Mart       | DP     | 6 de febrer de 1969    | 15 de juny de 1974   | Pierre Werner        |
| 15 de juny de 1974   | Marcel Mart       | DP     | 16 de setembre de 1977 | Gaston Thorn         |                      |
|                      | Josy Barthel      | DP     | 16 de setembre de 1977 | Gaston Thorn         | 16 de juliol de 1979 |
| 16 de juliol de 1979 | Josy Barthel      | DP     | 20 de juliol de 1984   | Pierre Werner        |                      |
|                      | Marcel Schlechter | LSAP   | 20 de juliol de 1984   | 14 de juliol de 1989 | Jacques Santer       |
|                      | Alex Bodry        | LSAP   | 14 de juliol de 1989   | 13 de juliol de 1994 | Jacques Santer       |
|                      | Robert Goebbels   | LSAP   | 13 de juliol de 1994   | 26 de gener de 1995  | Jacques Santer       |
| 26 de gener de 1995  | Robert Goebbels   | LSAP   | 7 agost 1999           | Jean-Claude Juncker  |                      |